# ستيفان أودري
ستيفان أودري (بالإنجليزية: Stéphane Udry )‏ (و. 1961 – م) هو عالم فلك من سويسرا . ولد في سيون .

## التعليم
تعلم في جامعة جنيف، ودكتوراه

## مناصب وهيئات
أدار جامعة روتجرز.